# JAYPOP LIVE@COLISEUM 馮允謙演唱會 2023
《JAYPOP LIVE@COLISEUM 馮允謙演唱會 2023》是香港男歌手馮允謙的第二個個人演唱會，亦是其第一次於紅磡香港體育館舉辦大型演唱會。

## 演出製作
馮允謙於2022年年底宣布於2023年3月踏上紅磡香港體育館舉辦大型演唱會，原打算只開兩場，但由於反應熱烈，在未開售已宣布加開一場。
同時亦因馮允謙的摯親離世而無法觀賞，馮允謙因此創作〈給缺席的人唱首歌〉獻給離世的摯親。

## 場次
| 日期          | 國家／地區 | 城市 | 場館           | 固定嘉賓 | 嘉賓                       |
| ------------- | ---------- | ---- | -------------- | -------- | -------------------------- |
| 2023年3月25日 | 香港       | 香港 | 紅磡香港體育館 | 林明禎   |                            |
| 2023年3月26日 | 香港       | 香港 | 紅磡香港體育館 | 林明禎   | 梁釗峰                     |
| 2023年3月27日 | 香港       | 香港 | 紅磡香港體育館 | 林明禎   | 張學友（返場影像）、張天賦 |

## 歌單
- 地球來的人
- 開始倒數
- 因愛之罪名
- 尋找白金漢
- 遠在眼前
- Freakin' Nightmare
- Preciously Mine
- Versace On The Floor（原唱：火星人布魯諾，和林明禎合唱）
- 報復式浪漫
- 今天開始
- A New Day
- Keep On Fight On
- Full Moon Party
- 入場人士注意
- How You Like That（原唱：BLACKPINK）
- My Secret Park（原唱：洪嘉豪）
- Dynamite（原唱：防彈少年團）
- DWBF（原唱：陳卓賢）
- 世一（原唱：張天賦，第三場與其合唱）
- 乖乖報到（張天賦，第三場）
- 思念即地獄
- 一步一悔過
- Take A Breath
- Days， They've Gone Too Soon
- 給缺席的人唱首歌

Encore 1 : 
- 我好想你
- 至少還有你取暖（梁釗峰，第二場）
- Me and the Moon
- Medley: 天涯無歌 + 紙筆墨 + 年月匆匆（第三場）
- 山旮旯

Encore 2 : 
- 愛斯基摩人之吻
- How Many Times（第二、三場）

## 演唱會專輯

#### CD 1
- 01. Overture
- 02. 地球來的人
- 03. 開始倒數
- 04. 因愛之罪名
- 05. 尋找白金漢
- 06. 遠在眼前
- 07. Freakin' Nightmare
- 08. Preciously Mine
- 09. Versace On The Floor
- 10. 報復式浪漫
- 11. 今天開始
- 12. A New Day
- 13. Keep On, Fight On
- 14. Full Moon Party
- 15. 入場人士注意

#### CD 2
- 01. Dynamite
- 02. DWBF
- 03. 世一(馮允謙/MC張天賦)
- 04. 思念即地獄
- 05. 一步一悔過
- 06. Take A Breath
- 07. Days, They've Gone Too Soon
- 08. 給缺席的人唱首歌
- 09. 我好想你
- 10. Me and the Moon
- 11. 天涯無歌/紙筆墨/年月匆匆
- 12. 山旮旯
- 13. 愛斯基摩人之吻
- 14. How Many Times